# Yumana
El yumana (jumana, xomana, ximana)és una llengua extingida, poc certificada i no classificada de les llengües arawak. Kaufman (1994) la va col·locar a la seva branca de Río Negro, però no fou seguit per Aikhenvald (1999).